# Sanofi-GSK COVID-19-Impfstoff
Der Sanofi-GSK COVID-19-Impfstoff, ein Untereinheitenimpfstoff mit dem Namen Vidprevtyn Beta, ist ein monovalenter Impfstoff zur Auffrischungsimpfung gegen COVID-19. Er wurde vom französischen Pharmakonzern Sanofi Pasteur MSD und dem britischen Pharmaunternehmen GlaxoSmithKline entwickelt und war von November 2022 bis März 2024 in der EU zugelassen.

## Eigenschaften
Der Wirkstoff ist ein rekombinanter Protein-Untereinheitenimpfstoff, der aus dem SARS-CoV-2-Spike-Glykoprotein besteht, das mittels eines Baculovirus-Insektenzell-Expressionssystems (insect cell baculovirus expression vector system, IC-BEVS) hergestellt wird. Hierbei wird mithilfe eines Baculovirus-Vektors das Gen des Spike-Proteins in kultivierte Insektenzellen eingeschleust, die daraufhin das Spike-Protein herstellen. Das Protein wird sodann aufgereinigt und auf die endgültige Konzentration verdünnt. Es handelt sich um dieselbe Technologie, die Sanofi bei seinem Influenzaimpfstoff Supemtek verwendet. Im Fertigpräparat ist als Wirkverstärker das Adjuvans AS03 von GSK enthalten.

## Studien
Die klinischen Studien des Impfstoffs gerieten im Dezember 2020 in Verzug, nachdem bei Patienten im Alter von mehr als 50 Jahren keine ausreichend starke Immunreaktion erzeugt wurde, wahrscheinlich wegen einer unzureichenden Antigenkonzentration im Impfstoff.
Am 17. Mai 2021 gaben Sanofi und GSK an, dass die Phase-2-Studie an 722 Freiwilligen (VAT02) ihres adjuvantierten rekombinanten COVID-19-Impfstoffkandidaten in allen Erwachsenengruppen eine hohe Neutralisierung durch Antikörper erzielt habe, was den Antikörperspiegeln von COVID-19-Genesenen entspräche. Die Phase-2-Zwischenergebnisse zeigten nach einer zweiten Injektion in allen Altersgruppen (18 bis 95 Jahre) und über alle Dosen akzeptable Nebenwirkungen. Bereits nach einer einzigen Injektion wurden hohe neutralisierende Antikörperspiegel bei den Teilnehmern mit nachgewiesen durchlaufener SARS-CoV-2-Infektion erzeugt, was auch auf ein starkes Potenzial für eine Entwicklung als Auffrisch-Impfstoff hinweise.
Am 27. Mai 2021 wurde eine Phase-3-Studie (VAT08) mit 35.000 Teilnehmern begonnen.
Im Februar 2022 informierte GSK in einer Firmenmitteilung, dass die Impfung mit zwei Dosen des Sanofi-GSK COVID-19-Impfstoffes im Abstand von 21 Tagen zu 100 Prozent vor schweren COVID-19-Verläufen und Krankenhausaufenthalten schütze. Der Schutz vor mittelschwerem bis schwerem COVID-19 betrage 75 Prozent. Vor jeglichem symptomatischen COVID-19-Verlauf (also auch vor leichten Verläufen) zeigte die Impfung eine Wirksamkeit von 57,9 Prozent.
Die Analyse der VAT02-Studie zur Auffrischungsimpfung mit Sanofi-GSK COVID-19-Impfstoff wurde abgeschlossen. Nach einer mit einem mRNA- oder Vektorimpfstoff durchgeführten Grundimmunisierung wurden die Spiegel der neutralisierenden Antikörper durch die Auffrischungsimpfung um das 18- bis 30-fache gesteigert. Wurde die Auffrischungsdosis anschließend an eine Primärserie mit zwei Dosen GSK-Sanofi-Impfstoff verabreicht, erhöhten sich die neutralisierenden Antikörper um das 84- bis 153-fache.
In beiden Studien sei der Sanofi-GSK-Impfstoff bei jüngeren und älteren Erwachsenen ohne Sicherheitsbedenken gut vertragen worden.

## Zulassung und Vertrieb
Am 31. Juli 2020 erklärte die damalige US-Regierung Trump, die Entwicklung mit bis zu 2,1 Milliarden US-Dollar zu finanzieren, einschließlich klinischer Studien und Fertigungsstätten und einer anfänglichen Lieferung von 100 Millionen Dosen. Sanofi beabsichtige, die für die USA vorgesehenen Impfstoffe in einer Produktionsstätte in Swiftwater, Pennsylvania, herzustellen. Die US-Regierung sicherte sich den Kauf von bis zu 500 Millionen weiteren Dosen. Mit der britischen Regierung gab es Vorverhandlungen über bis zu 60 Millionen Dosen.
Die Europäische Arzneimittel-Agentur (EMA) bestätigte am 20. Juli 2021, dass ihr Ausschuss für Humanarzneimittel (CHMP) mit einem Rolling-Review-Verfahren des Sanofi-GSK-Impfstoffs begonnen habe.
Diese „fortlaufende Überprüfung“ ist eines der Regulierungsinstrumente, die der EMA im zentralisierten Zulassungsverfahren zur Verfügung stehen, um die Bewertung eines vielversprechenden Prüfarzneimittels während eines Notfalls im Bereich der öffentlichen Gesundheit – z. B. einer Pandemie – zu beschleunigen. Am 30. März 2022 startete das Zulassungsverfahren. Ursprünglich hatten GSK/Sanofi eine Zulassung noch für 2021 angestrebt. Der zunächst entwickelte Impfstoffkandidat mit dem geplanten Namen Vidprevtyn nutzte zwei verschiedene Spikeproteine, zum einen das der ursprünglichen Variante (wie alle bereits zuvor in der EU zugelassenen Impfstoffe) als auch das Spikeprotein der SARS-CoV-2-Variante Beta (B.1.351). Nachdem sich andere Covid-Varianten verbreiten, wurde stattdessen die Entwicklung der monovalenten Variante Vidprevtyn Beta, die nur das Spikeprotein der SARS-CoV-2-Variante Beta enthält und der Auffrischungsimpfung dient, vorangetrieben.
Im November 2022 erteilte die EU-Kommission die Zulassung für Vidprevtyn Beta. Ab Januar 2023 war der Impfstoff über die deutschen Apotheken verfügbar. Die STIKO informierte am 23. Februar 2023, aufgrund der begrenzten Studienlage Vidprevtyn Beta nicht zur Auffrischungsimpfung zu empfehlen. Bei bestehenden Kontraindikationen gegenüber anderen Impfstoffen (z. B. Allergie) könne dennoch die Verabreichung von Vidprevtyn Beta auch bei fehlender Empfehlung begründet sein.
Im Dezember 2022 traf in Österreich die erste Lieferung von 168.000 Dosen ein, die nach Empfehlung durch das Nationale Impfgremium an Personen ab 18 Jahren verimpft werden konnten. Das österreichische Sozialministerium empfiehlt die Verwendung von VidPrevtyn Beta zur Auffrischungsimpfung neben bivalenten mRNA-Impfstoffen.
Mit Wirkung zum 18. März 2024 wurde die EU-Zulassung auf Antrag des Zulassungsinhabers zurückgenommen. Er nannte kommerzielle Gründe für den Rückzug. Ab 2025 wird Sanofi gemäß eines im Frühjahr 2024 abgeschlossenen Lizenzvertrages mit dem Mitbewerber Novavax dessen Covid-19-Impfstoff Nuvaxovid in weiten Teilen der Welt vermarkten.